# Luigi Bongiovanni
Luigi Bongiovanni (Reggio Emilia, 8 dicembre 1866 – Roma, 4 aprile 1941) è stato un generale e politico italiano, che durante la prima guerra mondiale fu comandante del VII Corpo d'armata durante la battaglia di Caporetto, e poi dell'Aeronautica militare fino al termine del conflitto. Nel luglio del 1919 divenne Comandante del Corpo di spedizione italiano in Anatolia, e nel 1923 governatore della Cirenaica dove condusse le prime operazioni militari per la riconquista della colonia. Nel 1929 fu nominato senatore del regno.

## Biografia
Nacque a Reggio Emilia l'8 dicembre 1866,  figlio di Giuseppe e Carolina Bigliardi. Dopo gli studi effettuati dapprima presso il Collegio Militare di Milano e poi presso la Regia Accademia militare di Artiglieria e Genio di Torino, nel 1896 fu nominato sottotenente dell'arma di artiglieria. Frequentò la Scuola di guerra nel 1898 e successivamente entrò nel Corpo di Stato maggiore come capitano. Tra il 1901 e il 1905 partecipò alla missione italiana in Cina, incaricata di partecipare alla repressione della rivolta dei Boxer, visitando poi anche il Giappone. Tra il 1911 e il 1914 fu in Cirenaica dove prese parte, con il ruolo di Capo di stato maggiore della 2ª Divisione speciale, alla guerra italo-turca. Durante tale conflitto si guadagnò una Medaglia d'argento al valor militare e la promozione a tenente colonnello per merito di guerra nel novembre 1912. Nel 1914 fu inviato a Berlino come Addetto militare presso la locale Ambasciata d'Italia, ricoprendo tale ruolo fino all'anno successivo, durante il periodo della neutralità italiana. Molto apprezzato dalle autorità militari tedesche, nei suoi rapporti inviati a Roma diede un fedele quadro dell'atteggiamento tenuto degli ufficiali germanici davanti alla guerra di posizione. Nel corso del 1915 fu promosso al grado di colonnello.

### Prima guerra mondiale
L'entrata in guerra del Regno d'Italia, il 24 maggio, lo vide Capo di stato maggiore del VI e poi del II Corpo d'armata. Nel maggio 1916 assunse il comando della Brigata Ancona, distinguendosi nella difesa del saliente trentino e ottenendo la Croce di Cavaliere dell'Ordine militare di Savoia nel combattimento di Monte Novegno (12-13 giugno 1916) e una seconda Medaglia d'argento al valor militare per i combattimenti in Vallarsa (25 giugno-12 luglio 1916). Nell'agosto dello stesso anno assunse il comando della Brigata Firenze (127º e 128º Reggimento), operante nel settore di Plava, e fu promosso al rango di maggior generale. Nel maggio del 1917 divenne comandante della 3ª Divisione, con la quale prese parte alle battaglie del monte Kuk, del monte Vodice e della Bainsizza. Il 7 ottobre dello stesso anno fu messo al comando del VII Corpo d'armata appartenente alla 2ª Armata al comando del generale Luigi Capello. Poco dopo aver ricevuto l'incarico il VII Corpo d'armata fu destinato a schierarsi in seconda linea nella zona di Caporetto, con il compito di assicurare  la continuità tra il IV Corpo d'armata del generale Cavaciocchi, posizionato a cavallo del massiccio del monte Nero, e il XXVII Corpo d'armata del generale Badoglio, posto di fronte a Tolmino.
Alla vigilia dell'attacco austro-tedesco, il VII Corpo d'armata non aveva ancora completato lo schieramento delle divisioni appena assegnategli sulle alture della destra dell'Isonzo. Il comando del VII Corpo lamentava gli insufficienti collegamenti con i comandi di Badoglio e Cavaciocchi e non definiti i rispettivi settori operativi. Inoltre il comandante del VII Corpo d'armata non fu invitato a una riunione tenutasi presso il suo comando, posto a Carraria, cui parteciparono Cadorna, Capello e Badoglio. Il 24 ottobre le truppe austro-tedesche, superate rapidamente le linee del XXVII Corpo di Badoglio, ebbero facilmente ragione delle truppe del VII, approfittando della sorpresa tattica e del terreno favorevole. Il VII Corpo fu travolto un reparto alla volta, cessando praticamente di esistere come grande unità il giorno seguente, malgrado i suoi deboli tentativi di contromanovrare con le scarse riserve disponibili.
Il 29 ottobre le truppe superstiti oltrepassarono il Tagliamento a Piniano. Il VII Corpo d'armata fu sciolto alla fine del mese di novembre ed egli fu destinato al comando della 69ª Divisione, ricoprendo tale incarico fino al febbraio 1918. La Commissione d'inchiesta sulla disfatta di Caporetto non censurò il suo operato, ritenendolo vittima della sorpresa tattica nemica, così come Badoglio.
Nel marzo dello stesso anno assunse il comando dell'Aeronautica italiana, posta alle dirette dipendenze del Comando Supremo, retto a quel tempo dal generale Armando Diaz. Nel ricoprire questo nuovo incarico rivelò notevoli doti di organizzatore, legando il suo nome al momento di maggior fortuna dell'aviazione italiana. Anche se era un forte sostenitore dell'impiego in massa degli aeroplani, diede il suo assenso ad imprese spettacolari come il volo su Vienna compiuto da Gabriele D'Annunzio il 9 agosto 1918, con il quale era legato da amicizia trattenendo anche una corrispondenza epistolare. Sotto la sua direzione fu particolarmente curato l'addestramento dei piloti e del personale di terra. Per sfruttare al meglio le possibilità operative delle specialità bombardamento e caccia, chiese ed ottenne la costituzione di un'aviazione da bombardamento e di una da caccia. Fu intensificato il servizio di ricognizione strategica e soprattutto tattica.
Lasciò la direzione dell'aeronautica nel marzo 1919, elevato nel frattempo al rango di tenente generale, divenendo per un breve periodo Governatore delle Isole del Dodecaneso e comandante superiore del Corpo di spedizione italiano nel Mediterraneo orientale, con Quartier generale a Rodi. Fu comandante di tale Corpo di spedizione, forte di 15.000 uomini, e suddiviso in vari dipartimenti, e missioni. per un breve periodo, dal 14 luglio al 22 agosto, in quanto fu richiamato in Italia, sostituito dal generale Vittorio Elia, perché censurato dalla Commissione d'inchiesta sulla sconfitta di Caporetto. Nel corso del 1920 abbandonò il servizio attivo.

### Governatore della Cirenaica
Nel dicembre 1922 venne richiamato in servizio, nominato Governatore della Cirenaica il 7 gennaio 1923 con il compito specifico di realizzare la riconquista italiana della regione. In Cirenaica il controllo italiano era limitato a una ristretta fascia costiera, e il parlamento locale di Bengasi, sotto la presidenza del senusso Safī ad Dīn, cercava di ottenere una più vasta autonomia di quella che la firma del trattato di er-Regima riconosceva alla regione. Egli attuò subito la nuova linea politica predisposta da Luigi Federzoni con la denuncia dei patti precedentemente firmati, proclamando subito lo stato di assedio. Al rifiuto di Safī ad Dīn di rispettare i precedenti accordi di Bū Mariam, firmati il 30 ottobre 1921, avviò subito le operazioni militari, rioccupando il Sud bengasino fino ad Agedabia dove dichiarò decaduti gli accordi con la Senussia, continuando le operazioni militari. Il 22 luglio 1923 fu elevato al rango di generale di corpo d'armata.
Nei primi mesi del 1924 un grave incidente di volo lo costrinse, il 24 del mese di maggio dello stesso anno, a lasciare il governatorato. Collocato a riposo, il 7 maggio 1929 venne nominato senatore del Regno d'Italia, Nominato membro del Consiglio superiore delle Colonie (dal 1927 presidente di sezione), tra il 1930 e il 1935 fu Regio Commissario dell'Istituto agronomico per l'Africa italiana, Membro della Commissione degli Affari dell'Africa italiana e Membro della Commissione per il giudizio dell'Alta Corte di Giustizia. Continuò sempre a occuparsi di problemi coloniali e militari, collaborando anche a varie riviste, tra cui Nuova antologia.
Si spense a Roma il 4 aprile 1941.

## Pubblicazioni
- Bombardamenti dal cielo, in Nuova antologia 16 febbraio 1932.
- La "Marna": giudizi in contrasto, in Nuova antologia, 16 gennaio 1934.
- Problemi dell'Etiopia italiana, in Nuova antologia, 1 giugno 1936.

### Annotazioni
1. ↑  Per lo sbarco a Bengasi del 19 ottobre 1911.
2. ↑  Durante il corso del conflitto italo-turco si conquistò la fama di ufficiale esperto ed energico.
3. ↑  Durante i mesi in cui ricoprì l'incarico ebbe ben tre colloqui con il generale Erich von Falkenhayn, Comandante supremo dell'esercito tedesco.
4. ↑  Il comando del VII Corpo d'armata disponeva della 3ª e 62ª Divisione, forti complessivamente di 30 battaglioni, di cui sei posti in riserva, mentre altri sei appartenenti alla Brigata Salerno stavano ancora affluendo verso le posizioni loro assegnate.
5. ↑  Il numero delle scuole di volo salì dalle 17 nel 1917 alle 30 del 1918.
6. ↑  Nel corso del 1918 avvenne la costituzione del Gruppo I, o Gruppo Informazioni, adibito all'esplorazione del territorio nemico per una profondità di 300 km, alla ricognizione fotografica (ogni 15 giorni si fotografavano gli aeroporti nemici) ed alla propaganda mediante il lancio di manifestini.
7. ↑  In quell'anno divenne anche socio della Società geografica italiana.
8. ↑  Costituito inglobando il Corpo di occupazione italiano dell'Egeo e il Corpo di spedizione anatolico.
9. ↑  Politico, commerciale, industriale-agricolo, lavori pubblici e sanitario.
10. ↑  Una archeologica e una geografica.
11. ↑  Che fu riconquistata il 21 aprile 1923.
12. ↑  La nomina, su proposta del Ministro dell'Interno avvenne il 22 dicembre 1928, relatore Carlo Petitti di Roreto, convalidata il 7 maggio 1929, mentre il giuramento avvenne il giorno dopo.
13. ↑  Incarico esercitato tra il 10 dicembre 1930 e il 16 dicembre 1932.
14. ↑  Incarico esercitato tra il 17 aprile 1939 e il 4 aprile 1941.
15. ↑  Incarico esercitato tra il 25 gennaio 1940 e il 4 aprile 1941.
16. ↑  Discorsi del 13 e 21 maggio 1937 su problemi coloniali (Sui servizi tecnici dell'Impero il primo e Sul bilancio del ministero dell'Africa Italiana).
17. ↑  Sulla legge Baistrocchi (1934), e quello del 29 marzo 1938 sulla necessità di un adeguato addestramento delle truppe coloniali per contrastare e vincere la guerriglia etiopica allora in corso.

### Fonti
1. 1 2 3  Pelagalli 1998, p. 52.
2. 1 2 3 4 5  Ufficio Storico dell'Aeronautica Militare 1969, p. 57.
3. ↑  Silvestri 2003, p. 64.
4. 1 2  Silvestri 2003, p. 65.
5. ↑  Silvestri 2003, p. 137.
6. ↑  Silvestri 2001, p. 151.
7. 1 2  Silvestri 2001, p. 337.
8. 1 2 3  Silvestri 2001, p. 339.
9. ↑  Silvestri 2001, p. 354.
10. ↑  Silvestri 2001, p. 349.
11. ↑  Silvestri 2001, p. 481.
12. 1 2  Ferrari 2005,  p. 125.
13. ↑  Silvestri 2003, p. 138.
14. ↑  Silvestri 2003, p. 234.
15. ↑  Molfese 1925, p. 91.
16. ↑  Molfese 1925, p. 92.
17. ↑  Luigi Bongiovanni, G. D'Annunzio. aviatore in guerra, in Nuova antologia, 16 marzo 1939.
18. ↑  Le lettere del "vate" Archiviato l'8 marzo 2008 in Internet Archive. da panizzi.comune.re.it
19. 1 2  Molfese 1925, p. 90.
20. 1 2 3  Pelagalli 1998, p. 53.
21. 1 2  Lioy 1964, p. 76.
22. ↑  Lioy 1964, p. 72.
23. ↑  Lioy 1964, p. 73.
24. 1 2 3  Lioy 1964, p. 74.
25. ↑   I senatori dell'Italia fascista: Luigi Bongiovanni, su notes9.senato.it. URL consultato il 5 agosto 2009.
26. ↑  Il Popolo d'Italia, 6 aprile 1941.
27. 1 2 3 4 5 6 7 8 9 10  Sito del Senato della Repubblica
28. ↑  Bollettino Ufficiale 24 maggio 1919, dispensa 33ª, pagina 2281.